# Mesopolobus longicaudae
Mesopolobus longicaudae är en stekelart som beskrevs av Miktat Doganlar 1979. Mesopolobus longicaudae ingår i släktet Mesopolobus och familjen puppglanssteklar. Inga underarter finns listade i Catalogue of Life.